# Wasylów (Telatyn)
Pour les articles homonymes, voir Wasylów.
Wasylów (prononciation [vaˈsɨluf]) est un village de la gmina de Telatyn, du powiat de Tomaszów Lubelski, dans la voïvodie de Lublin, située dans l'est de la Pologne.
Le village comptait approximativement une population de 230 habitants en 2006.

## Administration
De 1975 à 1998, le village était attaché administrativement à l'ancienne voïvodie de Zamość.

Depuis 1999, il fait partie de la nouvelle voïvodie de Lublin.